# Nicolo Crispo
Nicolo Crispo, nascut el 1392, fou fill de Francesc I Crispo, i germà de Jaume I Crispo, Joan II Crispo i Guillem II Crispo. Exercia com a senyor de Siros.
El 1447 va ser cridat a la regència del seu besnebot Joan Jaume I Crispo. Va morir el 1450.
Estava casat des del 1413 amb la dama romana d'Orient València Eudòxia Comnena. Va deixar dues filles (Caterina i Lucrècia) i un fill, Francesc II Crispo, que el 1453 va recollir la successió del ducat per extinció de la branca familiar sènior.